# Danîlovo, Hust
Danîlovo (în ucraineană Данилово) este o comună în raionul Hust, regiunea Transcarpatia, Ucraina, formată numai din satul de reședință.

## Demografie
Componența lingvistică a comunei Danîlovo
     Ucraineană (99,46%)
     Alte limbi (0,54%)
Conform recensământului din 2001, majoritatea populației comunei Danîlovo era vorbitoare de ucraineană (99,46%), existând în minoritate și vorbitori de alte limbi.